# La pelota y los pelotaris
La pelota y los pelotaris es una obra del crítico y escritor español Antonio Peña y Goñi, publicada por primera vez en 1892, en dos volúmenes.

## Descripción
| «No tengo noticias de que nadie haya dado al juego de pelota la importancia que yo le doy en esta monografía, ni haya tratado hasta ahora de la materia con tanta minuciosidad. Tampoco creo que exista una galería de pelotaris tan completa como la que ofrezco en la segunda parte de mi obra, galería á la que he procurado dar la amenidad posible, dentro de la exactitud de los hechos y de la imparcialidad de los jucios» —Peña y Goñi, en el prólogo al primer volumen |

La obra, dedicada a su hermano Javier, salió publicada por primera vez en 1892 de la imprenta de José M. Ducazcal, sita en la madrileña plaza de Isabel II, en una edición que consta de dos volúmenes: en el primero traza un recorrido general por el deporte de la pelota vasca, mientras que en el segundo confecciona una «galería de pelotaris». Algunos de los textos que conforman los dos tomos ya habían visto antes la luz en forma de artículos. Aunque natural de San Sebastián, Peña y Goñi escribía desde la capital de España, que consideraba que a finales del siglo XIX se encontraba sumida en «un hervor pelotístico, que ha hecho del juego de pelota la coqueluche de Madrid, y convertido á los pelotaris en los héroes del día». Aguado Sánchez, en la biografía que esboza del autor para el Diccionario biográfico español, ve en La pelota y los pelotaris una demostración de su «apego a su tierra natal».